# 粗齿堇菜
粗齿堇菜（学名：Viola urophylla）为堇菜科堇菜属的植物，为中国的特有植物。分布于中国大陆的云南、四川等地，生长于海拔1,800米至2,500米的地区，常生于山地林缘、草甸或溪边阴湿草地。

## 别名
尾叶黄堇菜（云南种子植物名录）

## 变种
- 密毛粗齿堇菜（学名：Viola urophylla var. densivillosa）为堇菜科堇菜属粗齿堇菜的变种。分布于中国大陆的四川、云南等地，生长于海拔2,500米至3,700米的地区，一般生长在山地草丛、溪谷或林缘。